# Oriol Elcacho
Oriol Elcacho (Barcelona, 8 d'agost de 1979) és un model masculí.
Elcacho va començar en la moda per casualitat l'any 2000, estava estudiant empresarials i treballava en una tenda d'esports quan el va descobrir un caçatalents. Ha estat el rostre de la marca l'Aqua de Bulgari i ha treballat per a nombroses marques, com ara Ralph Lauren, Bally, Gap, Custo Barcelona, Carlo Pignatelli, Emidio Tucci, Massimo Dutti, Missoni i Valentino. Es coneix com el «Adonis espanyol». Les seves actuacions en la passarel·la inclouen caminar per Ralph Lauren, Cavalli, Paul Smith i Chanel a Nova York, Milà i Miami. També ha col·laborat amb la firma espanyola Porcelanosa en l'obertura de noves tendes.
L'estiu de l'any 2013 juntament amb el seu company d'escola Josep Borràs, propietari de la bodega Mas de les Vinyes de Cabacés (Tarragona), van posar en marxa un projecte, el llançament d'un vi anomenat: «Traca i Mocador», un vi de la DO Montsant. L'abril del 2017 van presentar el «Traca i Mocador Blanc».
La seva parella és la model Davinia Pelegrí es van conèixer l'any 2006 a una desfilada a Gran Canària.